# Искатель (астрономия)

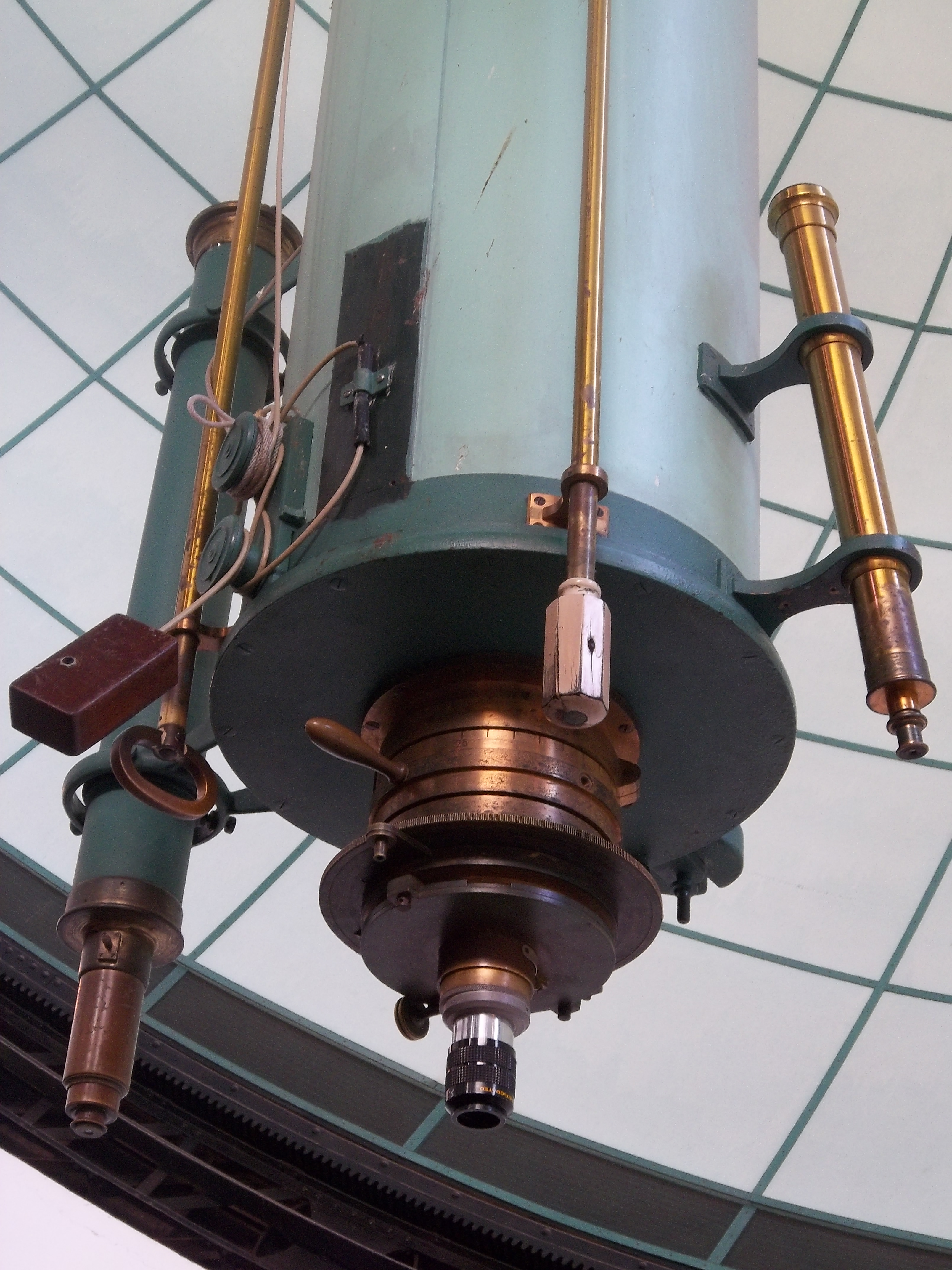
Искатель на телескопе

Искатель — сравнительно небольшая широкоугольная зрительная труба, прикреплённая неподвижно к телескопу для облегчения наведения последнего на предмет астрономических наблюдений.
Большие телескопы имеют такое малое поле зрения, что непосредственное наведение их на наблюдаемое небесное светило очень затруднительно; искатель же с малым увеличением и большим полем зрения навести гораздо легче. Поставив требуемое светило точно на пересечение нитей в окуляре искателя, тем самым приводят светило в поле зрения главной трубы. Чем больше телескоп, тем больше и приделанный к ней искатель, который иногда и сам ещё снабжается второй трубой, которая получила название гид; отсюда термин гидирование.
Оптические оси искателя, гида и телескопа должны быть строго параллельны.
С развитием электроники среди астрономов получили распространение искатели с красной точкой, принцип которых идентичен работе коллиматорного прицела. В отличие от оптического искателя, искатель с красной точкой не даёт увеличения, вместо этого он проецирует излучение небольшого светодиода на линзу таким образом, что его отражение в виде светящейся красной точки указывает точку на небе, на которую направлен телескоп.
Аналогом искателя с красной точкой является искатель «Telrad», изобретённый астрономом Стивом Куфельдом в конце 1970-х годов и применяющийся до сих пор. Этот тип искателя отличается тем, что проецирует на небо не точку, а концентрические окружности диаметром 0,5, 2 и 4 градуса, что делает более удобным поиск желаемого объекта относительно других более ярких небесных тел.